# Александър I Караджорджевич
Вижте пояснителната страница за други личности с името Александър I.
Александър I Караджорджевич (на сръбски: Александар I Карађорђевић), наричан още Александър Обединителят, е крал на сърби, хървати и словенци и крал на Югославия от 16 август 1921 до 9 октомври 1934, когато е убит в антентат в Марсилия от ревюлюционера на ВМРО Владо Черноземски.

## Детство
Александър Караджорджевич е роден в Цетине, Черна гора през декември 1888 г. Негов баща е крал Петър I Сръбски, а майка му е бивша принцеса на Черна гора – Зорка. На 8 юни 1922 г. в Белград се жени за румънската принцеса Мария /Мери/ и от този брак се раждат: престолонаследникът Петър II, принц Томислав и Андрей.
Александър прекарва цялото си детство в Черна гора. През 1910 г. едва не умира от стомашен тиф, поради което до края на живота си продължава да изпитва проблеми със стомаха си. След като завършва в Женева, продължава обучението си в Санкт Петербург, Русия, но прекъсва обучението си и се завръща в родината си. Александър не е прекият престолонаследник на трона, но неговият по-голям брат Георги /Джордже/ е считан от повечето политически партии за неподходящ. След два скандала /при единия от които през 1909 г. принц Георги /Джордже/ удря човек от прислугата си, който по-късно умира от удара/ е принуден да се оттегли в полза на брат си Александър.

## Балканските войни и Първата световна война
През Първата балканска война, като командир на Първа армия, принц Александър участва в победоносните за сърбите битки при Куманово и Битоля, а по време на Втората балканска война – в битката при Брегалница. Впоследствие принцът взима дейно участие и в състоялите се спорове относно как да бъде управлявана Македония. В резултат на това и с помощта на националиста Драгутин Димитревич, Петър I Сръбски се съгласява да предаде кралска власт на сина си. И така на 24 юни 1914 г. Александър става регент на Сърбия.
При избухването на Първата световна война Александър номинално е най-висшият ръководител на сръбската армия, но реално тя се управлява последователно от Степа Степанович, Радомир Путник, Петър Божович и Живоин Мишич. Първоначално през 1914 г. сръбската армия печели битките при Цер и Дрина срещу Австро-Унгария, но след намесата на България и Германия във войната сърбите са разбити и цялото правителство заедно с кралското семейство бягат на остров Корфу, където сръбската армия се прегрупира.
На 14 октомври 1912 г. на Каменния мост в Скопие, Александър Караджорджевич е посрещнат по традиция с цветя от деца в града. Между тях е и 7-годишната Васка Зойчева. На неговия въпрос „Каква си ти?“ (“Па шта си ти?“), детето отговорило „Българка!“ („Бугарка!“). Шокиран от отговора, бъдещият сръбски крал не се стърпял и ударил шамар на девойчето. Вестта за невижданата случка се разнася светкавично в цяла Македония и предизвиква бурни реакции и неодобрение в българския печат и българското общество. В изразяване на незадоволството се включва и народният поет Иван Вазов, кой в емоционален изблик на чувства, написва своето стихотворение „Па шта си ти?“ през април 1913 г.
Негативният отзвук от тази постъпка по света бил толкова силен, че дори и самият сръбски престолонаследник се засрамил. Вече като крал на Кралството на СХС, той много се интересувал от семейството на Зойчеви. Сръбската легация в София през 1920 и 1921 г. търсила Данаил Зойчев, за да му направи следното предложение: да му бъдат дадени един милион тогавашни лева, за да изяви публично, че е измислица твърдението принцът да е ударил шамар на детето. Данаил бил поканен в посолството, но той отказал да отиде и да вземе подкупа. Крал Александър дори и след много години не спирал да се интересува какво е станало с девойчето, къде се намира и т.н. Заради този случай, Васка Зойчева е включена в секция „Мъченици“ на известния алманах.

## Крал на Югославия
На 1 декември 1918 г. в предварително разиграна сцена, Александър приема делегация от парламента на държавата на сърби, хървати и словенци, при което един от делегатите прочита официално обръщение до Александър, в което той е поканен да стане крал на държавата. Това се счита за раждането на Кралството на сърби, хървати и словенци.
През 1921 г., след смъртта на баща му Петър I Сръбски, Александър наследява трона на Кралството на сърби, хървати и словенци. Още от образуването си Кралството е наричано разговорно в цяла Европа като Кралство Югославия.
На 6 януари 1929 г., като отговор на разразила се политическа криза и в резултат на убийството на Степан Радич, хърватски политик, крал Александър отменя конституцията, разпуска парламента и обявява лична диктатура, останала в историята като 6-о януарската диктатура. Той също сменя официалното име на държавата на Кралство Югославия и променя териториалното делене на страна от 33 области на 9 бановини. През месец октомври прави опит да изхвърли от употреба /чрез официален декрет/ използването на кирилицата и да я замени с латиница.
През 1931 г. Александър обявява новата конституция на кралството. Тя концентрира огромна власт в ръцете на краля и дава право само на мъжете да участват в изборите. Като резултат от провежданата политика по време на изборите отпада тайната на вота, а върху публичното пространство непрекъснато е осъществяван натиск за гласуване в полза на кралската партия. Нещо повече, кралят дори лично назначава половината от сенаторите от горната камара на сръбския парламент и един закон може да влезе в сила само след личното му одобрение от Александър I.

## Убийство
Тъй като трима от членовете на фамилията му умират във вторник, Александър отказва да участва в каквито и да е публични прояви през този ден от седмицата. Във вторник, 9 октомври 1934 г., обаче той няма избор и пристига на официално посещение в Марсилия, с цел да се заздрави съюзът между Югославия и Третата Френска република. Докато обаче се вози в колата, заедно с френския министър на външните работи Луи Барту, Владо Черноземски, революционер от ВМРО излиза на улицата и застрелва краля и шофьора. Това е едно от първите покушения записано на филм; изстрелът е произведен директно срещу снимащия, който е само на метър-два от Черноземски. На записа не се вижда самото убийство, а само последствията – тялото на шофьора /убит на място/ засяда на спирачките, което позволява да се заснемат последните минути на сръбския крал.
Александър I е погребан в мемориалната църква Св. Георги, построена от баща му. На престола се възкачва Петър II, но тъй като е малолетен е учреден Регентски съвет, начело с Павле Караджорджевич, първи братовчед на Александър.